# Daniel Gulat von Wellenburg
Daniel Ritter Gulat von Wellenburg (* 21. Juli 1764 in Herbolzheim, Kaisertum Österreich, als Daniel Gulat; † 30. April 1839 in Karlsruhe) war ein badischer Jurist, Ministerialbeamter, zeitweilig Innen- und später Justizminister.

## Leben
Daniel Gulat war das drittgeborene Kind des Herbolzheimer Wirts und Bürgermeisters Franz Anton Gulat (1716–1796) und der Maria Ursula Gulat, geborene Kuehn (1725–1807).
Gulat studierte an der Universität Freiburg, wo er seine Prüfungen bei Hermann von Greiffenegg und den übrigen Professoren der philosophischen Fakultät ablegte: Am 21. November 1786 die erste Erste Prüfung in den Gebieten Naturrecht, Bürgerliches Recht und Kirchenrecht (ex jure nat[urae et] civitatis necnon ex jure ecclesiastico), die zweite Prüfung am 2. Oktober 1787 in den Fächern Gesamtes bürgerliches Recht und Strafrecht (ex univ[erso] jure civili et criminali) und die dritte am 30. April 1839 in den Prüfungsfächern Öffentliches Recht, Reichsrecht und Lehnrecht (ex jur[e] pub[licae] imp[erali] rom[ano] germ[ano] necnon ex jure feudoru[m]). Am 28. Juli 1788 wurde er durch Julius Franz Borgias Schneller promoviert.
1787 begann er als Anwalt in Freiburg im Breisgau. 1889 wurde er mit der Verwaltung des Oberamtes Tettnang betraut und 1790 als Oberamtsrat an die kaiserliche Landvogtei Ortenau berufen. Dort heiratete er 1793 Josefine Schmidt von Wellenburg (1773–1815), die Tochter des Landvogts Johannes Nepomuk Schmidt von Wellenburg und der Maria Franziska von Wellenburg, geborene Tschamerhell. 1795 erwarb er in Fessenbach, heute ein Stadtteil von Offenburg, das von dem österreichischen Ritter von Neuburg 1786 erbaute Schloss, das heute als Schloss Seebach in der Senator-Burda-Straße geläufig ist, der Familie Burda gehört und zum Ensemble des Felix-Burda-Parks gehört. Daniel Gulat von Wellenburg ließ vermutlich auch die Nebengebäude errichten.
Als im Zweiten Koalitionskrieg abermals französische Truppen in die Ortenausche Landschaft einfielen, organisierte er die bewaffneten Ortenauer Aufgebote in Landsturmbataillone und führte diese General Maximilian Friedrich von Merveldt zu. Hierfür wurde ihm die von Kaiser Franz II. gestiftete Silberne Tapferkeitsmedaille verliehen. Mehrfach erwirkte er Erleichterungen der Kriegslasten für die Bevölkerung. So reiste er zuletzt nach der Schlacht bei Hohenlinden nach München und sprach dort bei General Jean-Victor Moreau vor, um den Nachlass einer der Ortenau auferlegten Kontribution in Höhe von 150.000 Francs zu erwirken.
In seiner Amtszeit als Regierungsrat und Direktor des Oberappellationsgerichts Freiburg i. Br. wurde er am 14. April 1800 in Wien vom Kaiser von Österreich – damals noch aus dem Haus Österreich (Habsburgermonarchie) – in den erblichen österreichischen Adelstand erhoben. Nach dem Österreich nach dem Frieden von Lunéville getrennt wurde, wurde er 1802 Regierungsrat der vorderösterreichischen in Günzburg.
Nach der Kapitulation General Macks am 20. Oktober 1805 und dessen Übergabe der Festung Ulm an die Franzosen, konnte er vor diesen die Staatsgelder in Höhe von 60.000 Gulden retten und nach Wien überbringen. Nachdem nach dem Frieden von Pressburg das Kaisertum Österreich 1805 den Breisgau an das Kurfürstentum Baden abtreten musste, trat Gulat von Wellenburg als Geheimer Hofrat in das Großherzoglich-badische Justizdepartement ein. 1907 wurde er Geheimer Referendar im badischen Innenministerium, 1909 Direktor des Verwaltungsbezirks Donaukreis und Direktor des Verwaltungsbezirks Rastatt.
1814 wurde er als wirklicher Staatsrat und Mitglied des Justizministerium nach Karlsruhe berufen. Mit der Erhebung in den österreichischen Ritterstand am 28. Januar 1816 in Mailand durfte er das Adelsprädikat „von Wellenburg“ im Namen führen, bezogen auf den Herkunftsnamen seiner Frau. Der Ritterstand wurde am 14. Januar 1817 auch in Karlsruhe anerkannt.
1819 war er dort Mitglied der Gesetzgebungskommission. Vom 1. Mai 1820 bis zum 24. Dezember 1821 fungierte er provisorisch als badischer Innenminister bis zur Wiederübernahme des Amtes durch Karl Christian von Berckheim, der seit 1817 als Bundestagsgesandter dieses Amt nicht ausüben konnte. Zuvor wurde von Berckheim im Zeitraum vom 15. Juli 1817 bis zum 1. April 1820 von Ernst Philipp von Sensburg im Amt als Innenminister vertreten.
1821 war er Mitglied des Staatsministeriums. Vom 29. Dezember 1830 bis zum 3. November 1835 bekleidete er das zuvor vakante Amt als Präsident des badischen Justizministeriums im Kabinett Winter. In diesem Amt folgte ihm Isaak Jolly. Danach ging er in den Ruhestand.
Mit seiner Frau Josefine bekam er insgesamt sechs Kinder, darunter der Erstgeborene Karl Joseph Gulat von Wellenburg (1794–1839), Geheimer Referendar, Großherzoglich-badischer Ministerialbeamter und Mitglied des Oberhofverwaltungsrats. Das Schloss Seebach in Fesselbach erbte seine Tochter Josephine (1802–1880), die 1835 den Straßburger Bankier Franz Nebel (1785–1859) heiratete.

## Ehrungen
- 1800: Erhebung in den österreichischen Adelstand
- 180?: Silberne Ehren-Denkmünze für Tapferkeit (Bildnis Franz II.)
- 1808: Ehrenbürgerschaft der Stadt Freiburg im Breisgau[1]
- 1816: Erhebung in den österreichischen Ritterstand
- 1830: Kommandeurskreuz des Zähringer Löwenordens
- 1830: Großkreuz des Zähringer Löwenordens
- 1835: Ehrenprädikat „Excellenz“